# Parque del Recuerdo
Parque del Recuerdo é uma cadeia de três cemitérios-jardim localizado em Santiago, Chile. 

## Parque del Recuerdo Américo Vespucio
Inaugurado em 1980, localizado na comuna de Huechuraba, no setor norte da cidade de Santiago do Chile. É o primeiro cemitério deste tipo no Chile; tem área de 59 hectares e dispõe também de um crematório.

## Personalidades
Neste cemitério jazem ou foram incineradas algumas personalidades tanto chilenas como estrangeiras, distinguidas em diferentes âmbitos, dentre as quais destacam-se:
- Chicho Azúa, humorista e comediante
- Juan Azúa, maestro
- José Alejandro Bernales, general diretor dos Carabineiros do Chile 2005-2008
- Gonzalo Bertrán, diretor de televisão
- Andrés Bobe, fundador da banda La Ley
- Eduardo Bonvallet, futebolista
- Roberto Bruce, jornalista da Televisión Nacional de Chile
- Felipe Camiroaga, comunicador, ator e apresentador da Televisión Nacional de Chile
- Patricio Carvajal, vice-almirante e ministro da ditadura militar chilena
- Carlo de Gavardo, motociclista
- Carolina Fadic, atriz
- Margot Honecker, política alemã e mulher do ditador marxista da Alemanha Oriental Erich Honecker
- Néstor Isella, futebolista de orígen argentina
- Ronald Kay, poeta, teórico e artista visual
- Gustavo Leigh, comandante chefe da Força Aérea Chilena que integrou a Junta de Governo do Chile (1973-1990)
- Bernardo Leighton, advogado, político, parlamentar e ministro
- Sergio Livingstone, futebolista
- Raúl Matas, apresentador de televisão
- César Mendoza, medalhista olímpico chileno, general diretor dos Carabineiros do Chile que integrou a Junta de Governo do Chile (1973-1990)
- José Ricardo Morales, dramaturgo espanhol nacionalizado chileno
- Hernán Olguín, periodista do Canal 13
- Matilde Pérez, pintora e escultora, pioneira da arte cinética no Chile
- Myriam Palacios, atriz e comediante
- Fernando Riera, futebolista
- Andrés Rillón, ator e humorista
- Peter Rock, cantor de orígem austríaca
- Ricarte Soto, jornalista
- Raimundo Tupper, futebolista
- Gabriel Valdés, advogado, diplomata
- Luis Vitale, historiador argentino
- Sonia Viveros, atriz
- Adolfo Zaldívar, político
- Eugenio Cruz Vargas, pintor e poeta chileno
- Javiera Suárez, jornalista
- Rodolfo Opazo, pintor, escultor e professor universitário
- Julio Videla, animador de rádio e televisão

## Parque del Recuerdo Santa Clara
Chamado também Américo Vespucio II, é o prolongamento do anterior, localizado na parte trazeira pela avenida Santa Clara, com área aproximada de 25 hectares, encontra-se ainda em fase de construção.

## Parque del Recuerdo Cordillera
Localizado na comuna de Puente Alto, foi inaugurado em 1998, com área de 69 hectares. Dentre as personalidades sepultadas neste camposanto constam:
- Paul Schäfer, colono alemão
- Roberto Viking Valdés, cantor

## Parque del Recuerdo Padre Hurtado
Localizado na comuna de Peñaflor, no setor periférico de Santiago, é circundado por um ambiente campestre e natural. Inaugurado em 1998, tem área de 35 hectares. É também conhecido como Parque del Recuerdo Malloco.